# پاتریک زیگلر
پاتریک زیگلر (انگلیسی: Patrick Ziegler؛ زادهٔ ۹ فوریهٔ ۱۹۹۰) بازیکن فوتبال اهل آلمان است.
از باشگاه‌هایی که در آن بازی کرده‌است می‌توان به باشگاه فوتبال پادربورن و باشگاه فوتبال کایزرسلاوترن اشاره کرد.